# 深川家用瓦斯氣爆事故
深川家用瓦斯氣爆事故（日文：深川都市ガス爆発事故）是指昭和38年（1963年）1月24日於東京都江東區深川所發生的家用瓦斯爆炸事故，以及因此而引發的火災的通稱。

## 第一次爆炸
1月24日上午6點46分左右，在深川三好町四丁目突然發生爆炸，同時間冒出火柱，第一批消防隊趕到時，鄰近起火點旁的蕎麥麵店已被吞噬在火柱當中，消防隊於是打消了救助該棟民房的念頭，前往救援受延燒的週遭民房及居民。在這處事故現場，總計八棟民房被燒至半毀。

## 第二次爆炸
自第一次爆炸後起算的22分鐘，早上7點8分左右，在距離第一現場不遠處的平野町三丁目，發生瓦斯爐爆炸所引起的火災，最後造成總計六棟民房被燒至半毀。這時，東京消防庁 （页面存档备份，存于）在現場四周65公頃的地區，利用宣傳車、電視及廣播，宣導禁止用火，也進入中斷供電的非常警戒狀態。

## 第三次爆炸
自第一次爆炸後起算的2小時19分鐘，早上9點5分左右，在第二現場同區內，因為有人在辦公室點著電暖器，火花進而引發爆炸，未受火災影響的下水道水溝蓋，也因氣爆而炸飛，擊毀66棟民房，以及含警戒中的消防車在內，共3輛車受到損毀。

## 被害概要
- 火災：5件[1]
- 死者：6名[2]
- 受傷者：21名
- 燒毀面積：1835平方公尺

## 原因
事故當地現場地下，以往所埋設的家用瓦斯高壓管發生龜裂，從該處洩漏的瓦斯，沿著下水道而擴散，為其直接因素，但如前述說明，縱使有宣傳車、電視及廣播的警戒宣導，仍被指責宣傳不夠徹底。

## 注解
1. ↑  其中3件仍在小火時就由居民撲滅了
2. ↑  在第一現場被火柱直撲的蕎麥麵店住戶